# Muneng (Purwoasri)
Muneng is een bestuurslaag in het regentschap Kediri van de provincie Oost-Java, Indonesië. Muneng telt 3133 inwoners (volkstelling 2010).